# Centrale thermique d'Eraring
La centrale thermique d'Eraring est une centrale thermique en Nouvelle-Galles du Sud en Australie.